# Bob Schepers
Bob Schepers (* 30. März 1992 in Enschede) ist ein niederländischer Fußballspieler. In der Saison 2009/10 steht er beim Zweitligisten SC Cambuur aus Leeuwarden unter Vertrag.

## Karriere
Linksaußen Schepers spielte noch in der B-Jugend des SC Cambuur, als er im Februar 2009 einen dreijährigen Vertrag bei den Leeuwardenern unterschrieb. Anschließend trainierte er bereits einmal die Woche mit dem Profikader, bis er am 24. April 2009 zu seinem ersten Einsatz in der Eerste Divisie kam. Er wurde im Match gegen FC Dordrecht in der 76. Minute für Sandor van der Heide eingewechselt. Er „versteckte sich nicht und ließ dann und wann ein paar gute Aktionen sehen.“ Danach wechselte er ganz in den Profikader, blieb jedoch in der Saison 2008/09 ohne weiteren Einsatz. Neben dem Fußball besucht er ein Gymnasium in Leeuwarden. Nach zwei Zweitligaspielen in der Saison 2009/10 kam er auch 2010/11 zunächst vorrangig in der A-Jugend des SC Cambuur zum Einsatz, wurde jedoch im Dezember wieder in den Profikader integriert. Am 14. Januar 2011 erzielte er, erneut im Spiel gegen FC Dordrecht, sein erstes Ligator für Cambuur.

### Stationen
SC Cambuur (seit 2009, Eerste divisie, 20 Einsätze/3 Tore)

(Stand: 17. April 2011)

### Nationalmannschaft
Im Jahre 2009 spielte Schepers als einziger Jugendlicher eines „Provinzclubs“ aus der Zweiten Liga in der U17-Nationalmannschaft. Er gehörte zum Kader des späteren Finalisten der Europameisterschaft in Deutschland, wo er in drei Spielen, darunter im Finale gegen Deutschland, zum Einsatz kam.